# Кубок Києва з футболу
Кубок Києва з футболу — футбольний турнір, що сьогодні розігрується серед аматорських команд під егідою Асоціації футболу Києва.
У 1913 під час Всеросійської олімпіади було проведено турнір за участю Політехніка, Славії, Спорт, та клуб любителів спорту (КЛС), переможцем якого став Політехніки.

### Київський Міський Комітет із справ фізкультури та спорту
| Сезон       | Переможець                     | Фіналіст                | Результат     |
| 1930        | «Динамо»К                      | «Желдор»                | 5:0           |
| 1931 — 1938 | не розігрувався                |                         |               |
| 1939        | «Динамо»К                      | «Рот-фронт»             | в:п           |
| 1940        | «Локомотив»                    | «Наука»                 | 8:0           |
| 1941        | «Локомотив»                    | «Спартак»               | 2:1           |
| 1941 — 1943 | період окупації Києва          |                         |               |
| 1944        | БЧА (СКА)                      | «Спартак»               | 16:0          |
| 1945        | «Динамо»К                      | ВПС КВО (СКА-2)         | 3:0           |
| 1946        | «Динамо»К                      |                         |               |
| 1947 (зима) | ОБО (СКА)                      | «Локомотив»             | 1:1, 3:0      |
| 1947        | «Динамо»К                      | «Блискавка»             | 7:1           |
| 1948        | невідомий                      |                         |               |
| 1949        | ОДО (СКА)                      | «Торпедо»               | 1:0           |
| 1950        | «Локомотив»                    | серед всіх команд Києва |               |
| 1951        | «ОДО» (СКА)                    | «Арсенал»               | 5:0           |
| 1952        | «Торпедо»                      | «Арсенал»               | 2:1           |
| 1953        | «Арсенал»                      | «Торпедо»               | 1:0 д.ч.      |
| 1954        | «Арсенал»                      | «Спартак»               | 4:0           |
| 1955        | невідомий                      |                         |               |
| 1956        | «Арсенал»                      | «ДВРЗ»                  | 4:0           |
| 1957        | «ДВРЗ»                         | «Локомотив»             | 2:0           |
| 1958        | «Торпедо»                      | «ОДО» (СКА)             | 3:3, 0:0, 2:1 |
| 1959        | «Торпедо»                      | СК«Темп»(авіазавод)     | 2:1           |
| 1960        | «Торпедо»                      | СК«Темп»(авіазавод)     | 3:1           |
| 1961        | «Торпедо»                      | СК«Темп»(авіазавод)     | 1:0           |
| 1962        | СК«Темп»(авіазавод)            | «Локомотив»             | 1:0           |
| 1963        | «Торпедо»                      | «Спартак»               | 6:0           |
| 1964        | «Торпедо»                      |                         |               |
| 1965        | «Торпедо»                      | СК«Темп»(авіазавод)     | 3:0 д.ч.      |
| 1966        | «Торпедо»                      |                         |               |
| 1967        | «Торпедо»                      | «ДВРЗ»                  | 3:0           |
| 1968        | «Торпедо»                      |                         |               |
| 1969        | «Торпедо»                      |                         |               |
| 1970        | «Торпедо»                      | «Спартак»               | 2:0           |
| 1971        | «Торпедо»                      |                         |               |
| 1972        | «Торпедо»                      | СК«Темп»(авіазавод)     | 1:0           |
| 1973        | «Торпедо»                      |                         |               |
| 1974        | СК«Темп»(авіазавод)            | «Локомотив»             | 1:0           |
| 1975        | «Торпедо»                      | «Схід»                  |               |
| 1976        | «Торпедо»                      | «ДВРЗ»                  | 3:0           |
| 1977        | «Червоний Екскаватор»          | «Торпедо»               | 5:3           |
| 1978        | «Торпедо»                      | СК«Темп»(авіазавод)     | 1:0           |
| 1979        | «Схід» (Дарницький радіозавод) | «СКІФ» (НУФВСУ)         | 1:0           |
| 1980        | «Торпедо»                      | СК«Темп»(авіазавод)     | 1:0           |
| 1981        | «Схід»                         |                         |               |
| 1982        | «Схід»                         |                         |               |
| 1983        | «Схід»                         |                         |               |
| 1984        | «Схід»                         |                         |               |
| 1985        | невідомий                      |                         |               |
| 1986        | невідомий                      |                         |               |
| 1987        | «Торпедо»                      | «Схід»                  | 1:0           |
| 1988        | «Схід»                         |                         |               |
| 1989        | невідомий                      |                         |               |
| 1990        | «Схід»                         |                         |               |
| 1991        | «Схід»                         |                         |               |

### Федерація футболу м. Києва
| Сезон     | Переможець      | Фіналіст                       | Результат                |
| 1992      | «Динамо»К       |                                |                          |
| 1993      | «Зміна-Оболонь» |                                |                          |
| 1994      | «Зміна-Оболонь» | «Динамо»К                      | 1:0                      |
| 1995      | «Динамо»К       | «Інтеркас»                     | 1:0                      |
| 1996      | «Інтеркас»      |                                |                          |
| 1997      | «Євробіс»       |                                |                          |
| 1998-2002 | невідомий       |                                |                          |
| 2003      | ДЮСШ-15         |                                |                          |
| 2004      | «Дніпро» (Київ) | «Локомотив»                    | 0:0, (1:1 д.в.), по пен. |
| 2005      | «Альянс»        | «ОМІКС»                        | 4:0                      |
| 2006      | «Альянс»        | «Артист»                       | 3:2                      |
| 2007-2008 | ФК «Київ»       | «Атлет»                        | 2:0                      |
| 2008      | «Зірка»         | ФК «Київ»                      | 3:0                      |
| 2009      | «Зірка»         | «Вірт»                         | 10:1                     |
| 2010      | «Батьківщина»   | «Зірка»                        | 2:1                      |
| 2011      | ФК «Київ»       | «Будстар Груп»                 | 1:0                      |
| 2012      | «Батьківщина»   | ФК "Межигір'я" (Нові Петрівці) | 2:1                      |
| 2013      | «Батьківщина»   | Енергія                        | 4:2                      |
| 2014      | Межигір'я       | «Арсенал-Київ»                 | 0:0 п.5-4                |
| 2015      | Межигір'я       | «Арсенал-Київ»                 | 2:0                      |
| 2016      | Діназ           | Зірка                          | 3:2                      |

### Цікавий факт
В історії Кубка Києва було кілька розіграшів, про які збереглось обмаль інформації. Особливо виокремлюються чотири сезони, про які відомо з одного-двох джерел. Ідеться про турніри 1930, 1944, 1945 і 1947 (зима) років.

#### 1930 рік

Нотатка арбітра Івана Миронова про Кубок Києва з футболу 1944 року (знайдена істориком Юрієм Яциною)

|                                                                                         | Почетный «кубок» Киева берут «динамовцы» 28 апреля и 4 мая состоялись матчи на футбольный «кубок» столицы Советской Украины. На дофинальном этапе футболисты общества «Динамо» победили команду «Металлистов» 8:1, а «Желдор» обыграл завод «Арсенал» 3:1. Финальный матч принес уверенную победу «динамовцам» с результатом 5:0. Инструктором-организатором победителей был тов. Коген. |
| — «Бюллетень Киевского городского Совета ПСО «Динамо», № 1 за 10 травня 1930 року, с. 2 | |

#### 1944 рік
|                                               | 1944 г. Кубок гор. Киева 25-VIII КТТУ — КУКС 7:1 Д (10. Райсов.) — Спартак 1:5 27-VIII ВВС — Учил. связи 5:4 (Победител признали учил. связи) ДКА — Д (6 райсовет) 5:1 КТТУ — Спартак 1:3 Учил. связ — ДКА 0:9 _________ финал Спар — ДКА 0:16 |
| — Із записів арбітра І.В.Миронова за 1944 рік | |

#### 1945 рік
|                                                                  | Програвши у фіналі «Кубка УРСР», київське «Динамо» дещо покращило собі настрій, перемігши в іншому фіналі — на «Кубок» столиці республіки команду ВПС КВО (результат 3:0). 10 листопада честь товариства «Динамо» підтримали: Ідзковський, С. Васильєв, Махиня (капітан), Мельник, Садовський, Д. Васильєв, Поварчук, Лерман, Сєров, Калач, Буригін. М’ячі забили: Махиня, С. Васильєв, Лерман. |
| — газета «На варті Жовтня» за 13 листопада 1945 року, № 40, с. 4 | |

#### 1947 рік
|                                                               | Зимний кубок Киева выигрывают футболисты ОДО Из субботы по вторник (4, 5, 6, 7 января) четыре лучшие киевские команды, «Динамо», ОДО, «Спартак» и «Локомотив», разыграли Зимний кубок города. В полуфиналах «динамовцы» уступили армейцам: 1:0 и 0:2, а «спартаковцы» «железнодорожникам»: 2:1 и 2:4. Финальный этап принес победу ОДО: 1:1 и 3:0. Все игры проходили на стадионе «Динамо» в присутствии тысяч киевлян. Что интересно, все команды играли основными составами, и «болельщиков» удивила неудача «динамовцев». К турниру их готовил гл. тренер Идзковский, которого вскоре заменит ленинградец Бутусов — прославленный в прошлом нападающий. |
| — газета «На страже Октября» за 18 січня 1947 року, № 4, с. 3 | |